# Герб Вільнянського району
Герб Вільня́нського райо́ну офіційний символ Вільнянського району Запорізької області, був затверджений 14 квітня 2004 року рішенням № 4 Вільнянської районної ради. Автором герба та прапора став викладач Вільнянської дитячої художньої школи, народний майстер декоративно-прикладної творчості Макарчук Адам Антонович.

## Опис
Герб включає щит декорований по контуру завитками в стилі рококо, по кольору бронзи. Щит синього кольору окреслений жовтою вузькою рамкою. Щит у нижній частині перетянутий по горизонталі жовтою смугою, яка символізує зернове спіле житнє поле, зверху якої стоїть сніп-стіна, що символізує урожай, хліб, добробут і водночас об'єднання сіл, господарств в одне ціле — район, це пріоритет району, тобто цілеспрямованість.
На снопі зображено коло стилізованого соняшника, що символізує сьогоденне сільське господарство району яке процвітає. В нижній частині снопа зображена стилізована шестерня механізму — символ зародження Вільнянського заводу з виготовлення сільськогосподарських машин за часів Нефельда (сучасний завод імені Шевченка). В нижній частині щита під жовтою смугою зображені три сірі трикутники, які символізують сучасний Янцівський гранітний кар'єр, добування граніту в районі. Крім того, три трикутники — минуле, сьогодення і майбутнє району. Водночас вони символізують чоловічий початок — силу.